# Kalendar rumi
Kalendar rumi (tur. Rumi takvim: rimski kalendar), poseban kalendar proistekao iz julijanskog kalendara, ali s početkom od Muhamedovog prelaska u Medinu (Hidžra) 622. n.e., u službenoj uporabi u Osmanskom Carstvu nakon reformi Tanzimat (1839.), a također i u kasnijoj Republici Turskoj do 1926. Za razliku od islamskog kalendara, korišten je za građanske (sekularne) svrhe i po prirodi je solarni kalendar.

## Povijest
Osmansko Carstvo bilo je islamska država, tako da je rabljen islamski kalendar, čisto lunarni. Godina ovog kalendara nije usklađena sa solarnom, tj. kraća je za oko 11 dana, tako da su se njegovi mjeseci "šetali" kroz sva godišnja doba. Na istu poziciju unutar solarne godine bi se vraćali nakon oko 33 godine.
Glavni rizničar (turski: Baş defterdar) Hasan paša je 1677. predložio sultanu Mehmedu IV. ispravku financijskih zapisa, tako što bi se svake 33 godine izostavljala jedna godina, koja je nastala iz razlike lunarnog islamskog i solarnog julijanskog kalendara, koji će se nadalje rabiti za fiskalne svrhe.
Tijekom vladavine sultana Mahmuda I., 1740. (1152 AH), usvojen je ožujak kao prvi mjesec fiskalne godine za plaćanje poreza i bavljenje vladinim službenicima, umjesto Muharema (prvog mjeseca islamske godine) i to po prijedlogu defterdara Atif efendije. Takva godina nazivat će se Marti godina.
Po prijedlogu defterdara Morali Osman efendije, tijekom vladavine sultana Abdul Hamida I., primjena fiskalnog kalendara je 1794. proširena na državne troškove i isplate, kako bi se spriječio suvišni trošak zbog duljinske razlike između islamskog i julijanskog kalendara.
Julijanski kalendar, korišten od 1677. samo za fiskalne potrebe, usvojen je 13. ožujka 1840. (1. ožujka 1256. AH). U 19. stoljeću razlika između julijanskog i gregorijanskog kalendara iznosila je 12 dana. Usvojen je u okviru tanzimatskih reformi ubrzo nakon dolaska na prijestolje sultana Abdulmedžida I., za službeni kalendar svih građanskih poslova, pod imenom "kalendar rumi" (tj. "rimski" kalendar, jer je podrijetlom iz Istočnog Rimskog Carstva). Brojenje godina počinjalo je 622. n.e., godinom Hidžre, što je početni nadnevak i islamskog kalendara. Rabljeni su mjeseci i dani julijanskog kalendara, s tim što je prvi mjesec godine bio ožujak. U vrijeme usvajanja kalendara 1840. n.e./1256 AH, razlika između islamskog i gregorijanskog kalendara iznosila je 584 godine, do danas je opala do 579, ali između rumija i gregorijanskog kalendara razlika je ostala konstantne 584 godine.
Kako bi se olakšala konverzija, razlika od 13 dana između rumija i gregorijanskog kalendara je izbrisana. Julijanski kalendar je izbrisan tako što je 16. veljače 1332. AH postao 1. ožujka 1333 AH (1. ožujka 1917.). Godina 1333 AH imat će svega deset mjeseci, tj. 1334. AH je počela idućeg 1. siječnja (1918.). Time su izjednačeni rumi i gregorijanski kalendar, s tim što je ostala razlika od 584 u broju godine.
Ovakav kalendar rumi za nekoliko će godina nadživjeti nestanak Osmanskog Carstva. Ukinut je u doba Republike, aktom od 26. prosinca 1341 AH (1925.) u sklopu Atatürkovih reformi i zamijenjen gregorijanskim kalendarom (odnosno izjednačena je kalendarska era). Prema drugim izvorima, gregorijanski kalendar usvojen je još krajem 19. stoljeća, a kalendarska era 1929.

## Imena mjeseci
Imena četiri mjeseca iz kalendara rumija na otomanskom jeziku, prenesena u turski gregorijanski kalendar — Teşrin-i Evvel, Teşrin-i Sânî, Kânûn-ı Evvel i Kânûn-ı Sânî — promijenjena su 10. siječnja 1945. u turske nazive — Ekim (listopad), Kasım (studeni), Aralık (prosinac) i Ocak (siječanj). Ostali nazivi ostali su isti kao u otomanskom razdoblju (vidi tablicu). Fiskalna godina je sve do 1981. počinjala 1. ožujka.
| mjeseci kalendara rumija |                 |                |              |      |                |
| Mjesec (greg.)           | Fiskalna godina | Turski         | Otomanski    | Dana | Primjedbe      |
| 1.                       | 11. mjesec      | Kânûn-ı Sânî   | كانون الثاني | 31   | İkinci Kânûn   |
| 2.                       | 12. mjesec      | Şubat          | شباط         | 28   |                |
| 3.                       | 1. mjesec       | Mart           | مارس         | 31   |                |
| 4.                       | 2. mjesec       | Nisan          | نيسان        | 30   |                |
| 5.                       | 3. mjesec       | Mayıs          | مايو         | 31   |                |
| 6.                       | 4. mjesec       | Haziran        | حزيران       | 30   |                |
| 7.                       | 5. mjesec       | Temmuz         | تموز         | 31   |                |
| 8.                       | 6. mjesec       | Ağustos        | أغسطس        | 31   |                |
| 9.                       | 7. mjesec       | Eylül          | أيلول        | 30   |                |
| 10.                      | 8. mjesec       | Teşrin-i Evvel | تشرين الاول  | 31   | Birinci Teşrin |
| 11.                      | 9. mjesec       | Teşrin-i Sânî  | تشرين الثاني | 30   | İkinci Teşrin  |
| 12.                      | 10. mjesec      | Kânûn-ı Evvel  | كانون الاول  | 31   | Birinci Kânûn  |

## Dvostruki nadnevak
Lunarni islamski kalendar je u Osmanskom Carstvu ostao u uporabi za vjerske svrhe, pored kalendara rumija za građanske. Da bi se spriječila konfuzija, na većini isprava rabljena su oba kalendara.

## Konverzija između rumija i gregorijanskog kalendara
Konverzija ovisi o razdoblju:
- Prije 13. ožujka 1840., kalendar rumi nije bio u uporabi, pa se ne može govoriti o konverziji. Doduše, julijanski kalendar je od 1677. korišten za fiskalne potrebe.
- Između 13. ožujka 1840. (Mart 1, 1256 AH) i 28. veljače 1917. (Şubat 15, 1333 AH) — izjednačiti prvo nadnevak dodavanjem 12 dana u navedenom intervalu do 28. veljače 1900. odnosno dodavanjem 13 dana u ostatku intervala (tako se izjednačavaju julijanski i gregorijanski kalendar); zatim dodati 584 godine (kako bi se izjednačile kalendarske ere).
- Od 1. ožujka 1917. (Mart 1, 1333 AH) — samo dodati 584 godine, jer su inače rumi i gregorijanski kalendar izjednačeni.

Primjeri: Incident 31. ožujka (pobuna vojske u Istanbulu) je tako nazvan zbog nadnevka 31. ožujka 1325 AH; po gregorijanskom to je 13. travnja 1909. (dodano je 13 dana na nadnevak i 584 na godinu). Republika Turska je proglašena 29. listopada 1923. Po kalendaru rumiju to je 29. listopada 1339 AH (samo je oduzeto 584 od godine n.e.).

## Konverter nadnevaka
- Computus Calendar Conversion Program  Arhivirana inačica izvorne stranice od 30. srpnja 2008. (Wayback Machine)